# Hunter Tyson

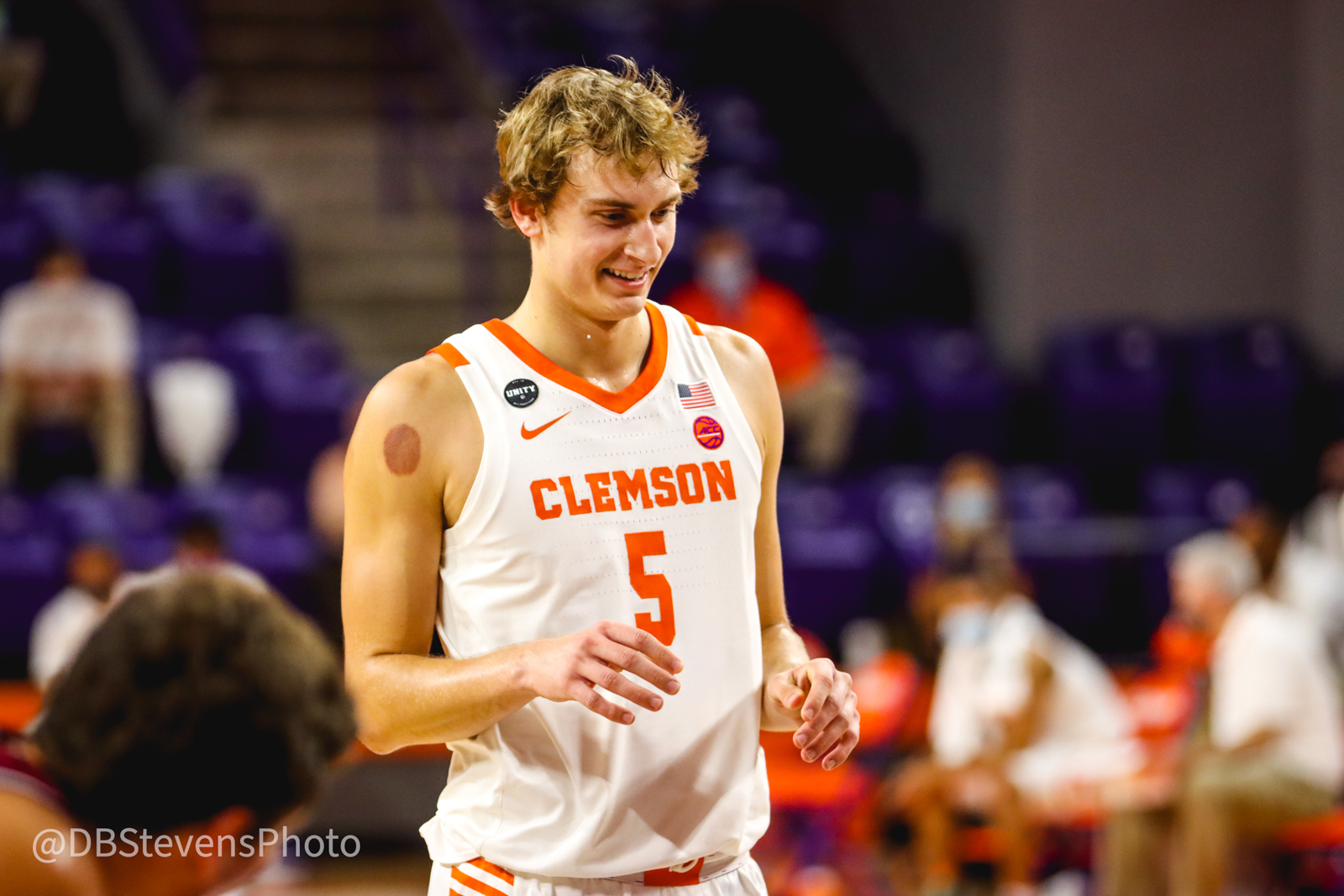
Hunter Tyson, 2020.

Hunter Tyson, född 13 juni 2000 i Monroe i North Carolina, är en amerikansk professionell basketspelare (SF/PF) som spelar för Denver Nuggets i National Basketball Association (NBA).
Han draftades av Oklahoma City Thunder i andra rundan i 2023 års draft som 37:e spelare totalt.
Innan Tyson blev proffs studerade han vid Clemson University och spelade för deras idrottsförening Clemson Tigers.